# Каракала
Каракала (лат. Caracalla; рођен 4. априла 186. године, умро 8. априла 217. године) био је цар Римског царства од 211. до 217. године.
Каракала је био рођен у Лугдунуму (Лион) у провинцији Галији. Био је син будућег цара Септимија Севера и Јулије Домне. Добио је име Марко Аурелије Антонин, али је касније добио надимак Каракала.
Септимије Север који је на власт дошао 193. године, умро је 211. док је био у посети Еборакуму и Каракала је био проглашен за цара заједно са својим братом Гетом. Каракала је убио Гету и наставио да прогони његове присталице. 
Током своје владавине Каракала је подигао плату легионарима на 675 динара и војницима је додељивао друге бенефиције. 
Највеће достигнуће његове владавине је едикт из 212. године Constitutio Antoniniana којим су се додељивала римска грађанска права слободним људима широм Римског царства, како би се повећала могућност опорезивања. 
Каракала је подигао велике терме недалеко од Рима, чији остаци и данас постоје.
Каракала није имао популарност ни у једном слоју друштва изузев у војсци. Док је путовао из Едесе да би започео рат са Парћанима, био је убијен 8. априла 217. године. Наследио га је преторијански префект, Макрин.

## Детињство и младост
Каракала је мешаног пунско-сиријског порекла. Рођен је у Лугдунуму у Галији. Био је најстарији син каснијег императора Луција Септимија Севера и Јулије Домне. У седам година име му је промењено у Марко Аурелије Септимије Басијан Антонин како би се створила веза са породицом Марка Аурелија. Касније је добио надимак "Каракала" по дугачкој галској туници коју је носио.

## Владавина
Септимије Север је умро 211. године током кампање у северној Британији. Каракала је био присутан током његове смрти. Потом је проглашен за цара од стране својих војника, заједно са својим млађим братом Гетом. Каракала је одустао од кампање у Британији, измирио се са британским племенима и повукао се у Рим. Намеравао је да постане једини владар Римског царства због чега су се његови односи са Гетом све више погоршавали. Браћа су намеравала да поделе царство на два дела и владају одвојено, али их је мајка убедила да то не учине. 
Децембра 211. године Гета је убијен на састанку помирења кога је организовала Јулија Домна. Убили су га припадници Преторијанске гарде лојални Каракали. Гета је умро у наручју своје мајке. Каракала је потом кренуо да убија све Гетине присталице и наредио да се Гетино име избрише са свих јавних натписа. Забранио је сећање на свог брата. Каракала је убио и своју бившу жену Фулвију Плаутилу, таста Гаја Фулвија Плауцијана и децу коју је имао са Плаутилом. Сви они погубљени су због наводне издаје против цара Септимија Севера 205. године. Као жртва Каракалине свирепости пао је и правник Папијен који је одбио да призна убиство Гете као праведно. 
Током Каракалине владавине, римски денаријус је девалвирао. Проценат сребра смањен је са 56,5% на 51,5%, а тежина новчића опала је са 1.81 грама на 1.66 грама. Године 215. увео је Антонинијанус (двоструки динар) који је тежио 5,1 грам и садржао 2,6 грама сребра (52%).
Едвард Гибон назива Каракалу "заједничким непријатељем човечанства". Престоницу је напустио 213. године, годину дана након убиства свога брата. Остатак живота провео је у провинцијама, посебно онима на Истоку. Сенат је присиљаван на сталну изградњу нових грађевина о свом трошку. Током Каракалине владавине ницале су палате, позоришта, места за забаву на периферији Рима и сл.
Нови порези и конфискације земљишта најбогатијих породица довеле су до незадовољства маса.

### Каракалин едикт
212. године, Каракалиним едиктом, свим слободним становницима римског царства додељен је статус римских грађана. Све слободне жене добиле су иста права као и римске жене. Пре 212. углавном су само становници Италије имали статус римских грађана као и потомци римских колониста широм провинција и становници разних градова широм царства, међутим, велики део провинцијског становништва сачињавали су не-грађани иако су многи имали Латинска права (Ius latinum). 
Касије Дион наводи да је главни мотив иза оваквог царевог поступка било повећање прихода будући да они који нису имали статус грађана нису ни плаћали већи део пореза који су они са грађанским правом имали обавезу да плаћају. Иако је Каракала правно изједначио све слободне људе у царству, он је заправо повећао број пореских обвезника чиме је обезбеђивао потребна средства за бројне нове повластице које је давао војсци. 
Каракалин едикт коначно је уклонио разлику у статусу која је постојала између оних са грађанским правима и оних без њега која је постојала још од оснивања Рима. Оваква мера стога је имала значајан ефекат на римско друштво.
Треба, међутим, нагласити да су у 3. веку права римског грађанства у знатној мери изгубила свој ранији значај. Тиме се објашњава чињеница да едикту из 212. године у античкој историографији није придаван посебни значај.

### Спољна политика
Каракала је 213. године покренуо кампању против Алемана који су пробили Декуматска поља. Римљани су поразили Алемане у бици која је вођена у близини реке Мајне, али Каракала није успео да оствари одлучујући победу. Мировним споразумом утврђена је висина данка кога ће Алемани плаћати Римљанима. Сенат је Каракали доделио титулу Germanicus Maximus. Каракала је свом имену додао и Alemannicus. Наредне године Каракала је отпутовао на Исток, ка Сирији и Египту. Више се никада није вратио у Рим.
Након завршетка кампање против Алемана, Каракала је постао заокупљен идејом да створи царство величине македонског освајача Александра Великог. Каракала је у свему почео да опонаша великог војсковођу. Водио је ратове против Карпа и Јазига на Дунаву. Планирао је инвазију на Парћанско царство. Окупио је војску од 16.000 људи распоредивши је у македонском стилу фаланги упркос томе што је то била застарела формација. Године 215. Каракала је продро у Месопотамију и приморао Вологаза V да се повинује римским захтевима. Каракалино обожавање Александра достигло је такве размере да је цар, пре одласка у рат са Парћанима, посетио Александрију у Египту и прогонио филозофе Аристотелове школе на основу легенде да је Аристотел затровао Александра.
Становници Александрије исмевали су Каракалину тврдњу да је Гету убио у самоодбрани. Каракала је на то одговорио убијањем многих грађана који су дошло да поздраве његов долазак. Потом је својим трупама наредио да неколико дана пљачкају град. Према Касију Диону, убијено је преко 20.000 људи. Иако античка историографија објашњава овај масакр Каракалином осветом за шале Александринаца, вероватнији разлог био је отпор грађана Каракалиној принудној мобилизацији трупа.

### Унутрашња политика
Каракала је подигао годишњу плату легионара на 675 денаријуса. По узору на оца, фаворизовао је војску и дао јој многе предности. Сем тога, Каракала је често марширао пешке, међу обичним војницима, јео исту храну и тиме стекао наклоност војске.
Бринући се о свом наслеђу као цара, Каракала је наручио изградњу огромних купатила (Каракалина купатила), друга највећа јавна купатила икада изграђена у античком риму и један од последњих великих архитектонских достигнућа царства. Главна одаја у купатилима била је већа од Базилике Светог Петра и могла је лако да смести преко две хиљаде Римљана у сваком тренутку. Купатила су отворена 216. а читав комплекс укључивао је библиотеке, приватне одаје и шеталишта. 
Унутрашњост купатила раскошно је декорисана позлаћеним мермерним подовима, стубовима, мозаицима и колосалним статуама.

### Рат са Парћанима
Каракала је повео агресивну политику према истоку. Намера му је била да што више територија прикључи Римском царству. Повод за објаву рата били су неуспели преговори око женидбе Каракале са ћерком парћанског краља Артабана V. Каракала је 216. године позвао парћанског краља на мировни састанак изјавивши да је искрен у својим намерама да се ожени Артабановом ћерком. Потом је напао младу и госте на прослави венчања. Артабан се једва успео спасити. Његова ћерка и многи парћански племићи страдали су на прослави.

## Смрт
Након одласка из Ефеса даље ка истоку, Каракала је убијен у близини Харана (данашња јужна Турска) дана 8. априла 217. године (четири дана након свог 29. рођендана) од стране Јулијуса Мартијалиса, свог телохранитеља. Према историчару Херодијану, Мартијалисов брат убијен је неколико дана раније по наређењу Каракале из непознатог разлога. Према Касију Диону, Мартелијус је извршио атентат озлојеђен због тога што није унапређен. Искористио је прилику док је Каракала мокрио и ударио га мачем у главу.
Након Каракалиног убиства, војска је за цара прогласила префекта преторијанске гарде, Опелија Макрина који је, према Иродијану, највероватније одговоран за убиство Каракале.

## Породично стабло
|  |                    |  |  |  |  |  |  |  |  |  |  |  |  |  |  |  |
|  | 2. Септимије Север |  |  |  |  |  |  |  |  |  |  |  |  |  |  |  |
|  |                    |  |  |  |  |  |  |  |  |  |  |  |  |  |  |  |
|  |                    |  |  |  |  |  |  |  |  |  |  |  |  |  |  |  |
|  | 1. Каракала        |  |  |  |  |  |  |  |  |  |  |  |  |  |  |  |
|  |                    |  |  |  |  |  |  |  |  |  |  |  |  |  |  |  |
|  |                    |  |  |  |  |  |  |  |  |  |  |  |  |  |  |  |
|  | 3. Јулија Домна    |  |  |  |  |  |  |  |  |  |  |  |  |  |  |  |
|  |                    |  |  |  |  |  |  |  |  |  |  |  |  |  |  |  |
|  |                    |  |  |  |  |  |  |  |  |  |  |  |  |  |  |  |